# Boarmia novaria
Boarmia novaria là một loài bướm đêm trong họ Geometridae.